# Ellsworth, Illinois
Ellsworth là một làng thuộc quận McLean, tiểu bang Illinois, Hoa Kỳ. Năm 2010, dân số của làng này là 195 người.

## Dân số
Dân số qua các năm:
- Năm 2000: 271 người.
- Năm 2010: 195 người.